# Nadpodaż
Nadpodaż - stan, w którym podaż danego towaru znacznie przekracza popyt. Nadpodaż jest niekorzystna dla producentów, którzy na skutek dużej konkurencji i produkcji towaru są zmuszeni do obniżania jego ceny. W Polsce zjawisko to obserwuje się np. w postaci świńskiej górki.
Nadpodaż to nie tylko niekorzystne zjawisko gospodarcze, ale też poważny problem ekonomiczny. Przyczyną nadpodaży jest spowolnienie rozwoju gospodarczego i spadek konsumpcji oraz sprzedaży.